# Penisola Čeljuskin
La penisola Čeljuskin (in russo полуостров Челюскин?) è la parte settentrionale della penisola del Tajmyr e si trova in Russia. Amministrativamente appartiene al Tajmyrskij rajon del territorio di Krasnojarsk, nel circondario federale della Siberia.

## Geografia
La penisola divide il Mare di Kara dal Mare di Laptev; a nord lo stretto di Vil'kickij la divide dall'isola Bolscevica (dell'arcipelago della Severnaja Zemlja). Il suo estremo punto settentrionale è capo Čeljuskin, il punto continentale più settentrionale della Russia, dell'Eurasia e del mondo. Il confine meridionale della penisola corre lungo il fiordo Gafner (Гафнер Фьорд, 76°28′02″N 101°16′15″E), i fiumi Leningradskaja, Ždanova e Faddeja (Ленинградская, Жданова, Фаддея), e il golfo di Faddej.
Il rilievo è caratterizzato da numerosi altipiani e basse montagne. La sua superficie è di circa 16 000 km². Il punto più alto è il monte Oktjabr'skaja (г. Октябрьская, 371 m) che si trova a sud-est. Nella parte orientale, il golfo di Tereza Klavenes e il golfo di Sims s'insinuano profondamente nella penisola. La vegetazione è quella tipica dalla tundra artica. Circa 35 000 ettari della penisola (a sud-est) fanno parte della riserva naturale del Grande Artico.

## Storia
Fu Roald Amundsen a proporre che fosse dedicata a Semën Čeljuskin, il quale aveva descritto per primo le coste di questa penisola durante la seconda spedizione in Kamčatka. Amundsen aveva svernato al largo della costa della penisola Čeljuskin sulla nave Maud nel 1918.